# Vratislav Greško
Vratislav Greško (24 de julio de 1977) es un exfutbolista eslovaco, se desempeñaba como lateral izquierdo y su último club fue el ŠPORT Podbrezová de Eslovaquia.

## Clubes
| Club                     | País       | Años        |
| ------------------------ | ---------- | ----------- |
| FK Dukla Banská Bystrica | Eslovaquia | 1995 - 1997 |
| FK Inter Bratislava      | Eslovaquia | 1997 - 1999 |
| Bayer Leverkusen         | Alemania   | 1999 - 2000 |
| FC Internazionale        | Italia     | 2000 - 2002 |
| Parma FC                 | Italia     | 2002        |
| Blackburn Rovers         | Inglaterra | 2003 - 2006 |
| 1. FC Nürnberg           | Alemania   | 2006 - 2007 |
| Bayer Leverkusen         | Alemania   | 2007 - 2009 |
| ŠPORT Podbrezová         | Eslovaquia | 2011 - 2015 |

- Datos: Q535050
- Multimedia: Vratislav Greško / Q535050